# Azam Ali

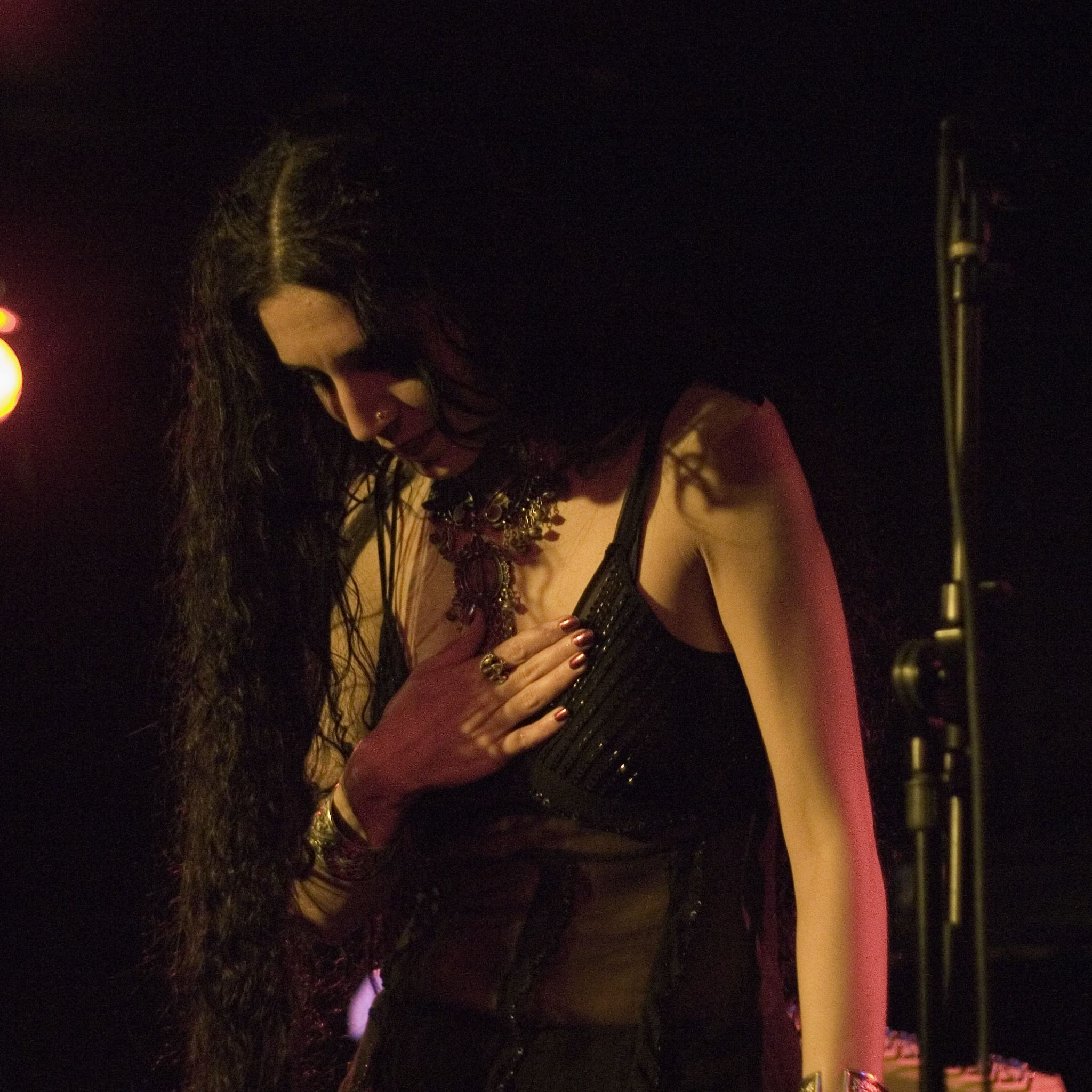
Azam Ali

Azam Ali (pers. ‏اعظم علی‎) – kanadyjska piosenkarka, autorka tekstów i instrumentalistka pochodzenia irańskiego. Gra na tradycyjnych instrumentach perskich, głównie na santurze. Związana zwłaszcza z zespołem Niyaz.

## Życiorys
Urodziła się w roku 1970 w Teheranie, wychowywała w miejscowości Panchgani w zachodnich Indiach. W 1985 roku wraz z matką przeniosła się do USA. Obecnie mieszka w Montrealu.

## Dyskografia
Albumy solowe
- Portals of Grace (2002)
- Elysium for the Brave (2006)
- From the Night to the Edge of Day (2011)

Z zespołem VAS
- Sunyata (1997)
- Offerings (1998)
- In the Garden of Souls (2000)
- Feast of Silence (2004)

Greg Ellis
- Kala Rupa Explorations in Rhythm (2001)

Z zespołem Niyaz
- Niyaz (2005)
- Nine Heavens (2008)
- Sumud (2012)

Z zespołem VGM
- Syphon Filter: Logan's Shadow (2007)
- Uncharted 3: Oszustwo Drake’a (2011)

Z Bucketheadem i Serjem Tankianem
- Buckethead and Friends: Coma (piosenka z albumu „Enter the Chicken”) (2005)